# Jerzy Bielecki
Jerzy Feliks Bielecki (Janów Lubelski; 19 de Novembro de 1969 — ) é um político da Polónia. Ele foi eleito para a Sejm em 25 de Setembro de 2005 com 4748 votos em 6 no distrito de Lublin, candidato pelas listas do partido Prawo i Sprawiedliwość.